# Les Halles (Rhône)
Les Halles település Franciaországban, Rhône megyében. Lakosainak száma 481 fő (2022. január 1.). Les Halles Saint-Laurent-de-Chamousset, Souzy és Haute-Rivoire községekkel határos.

## Népesség
A település népessége az elmúlt években az alábbi módon változott:
| Lakosok száma | 478  | 486  | 500  | 492  | 505  | 508  | 496  | 488  | 481  |
|               | 2013 | 2015 | 2016 | 2017 | 2018 | 2019 | 2020 | 2021 | 2022 |